# Consejería de Hacienda y Administración Pública
La Consejería de Hacienda y Administración Pública es una consejería que forma parte de la Junta de Extremadura. Su actual consejera y máximo responsable es Pilar Blanco-Morales Limones. Esta consejería aúna las competencias autonómicas en materia de hacienda, ingresos públicos, Intervención General, presupuestos y tesorería, patrimonio, auditoría, financiación autonómica y fondos comunitarios, política financiera, función pública y recursos humanos, calidad de los servicios e inspección y atención al ciudadano, así como la política tecnológica de carácter corporativo y administración electrónica, y las competencias en materia de radiodifusión y televisión.
Asimismo ejercerá las competencias de Secretariado del Consejo de Gobierno y el ejercicio de las competencias en materia de servicios jurídicos.
Tiene su sede en el Paseo de Roma de la capital extremeña, dentro del Complejo Administrativo de Morerías.

## Estructura Orgánica
- Consejera: Pilar Blanco-Morales Limones
- Secretaría General
  - Servicio de Administración General
  - Servicio de Gestión Económica
  - Servicio de Contratación
  - Servicio de Legislación y Documentación
  - Servicio de Contratación Centralizada
  - Unidad de Régimen Jurídico y Relaciones Consultivas
  - Unidad de Planificación y Coordinación en materia de Contratación
- Intervención General
  - Servicio de Auditoría
  - Servicio de Contabilidad
  - Servicio de Fiscalización
  - Servicio de Coordinación de las Obligaciones de Cumplimiento
- Abogacía General
  - Jefatura del Área de los Servicios Consultivos
  - Jefatura del Área de los Servicios Contenciosos
- Secretaría General de Presupuestos y Financiación
  - Servicio de Gestión de Fondos Europeos
  - Servicio de Certificación de Fondos Europeos
  - Servicio de Finanzas y Sostenibilidad
  - Tesorero/a
  - Servicio de Presupuestos
  - Servicio de Política Financiera
  - Servicio de Deuda Pública
  - Servicio de Control de Fondos Europeos
  - Servicio de Patrimonio
  - Unidad de Automatización de Gestión Económica
  - Unidad de Sistema Económico-Financiero
- Dirección General de Tributos
  - Servicio de Gestión Tributaria e Ingresos
  - Servicio de Inspección Fiscal
  - Servicio de Valoraciones
  - Servicio Fiscal de Badajoz
  - Servicio Fiscal de Cáceres
  - Unidad de Automatización Tributaria
- Secretaría General de Administración Pública
  - Servicio de Radiodifusión y Televisión
  - Servicio de Atención Ciudadana y Participación
  - Servicio de Administración de Justicia y Registro
  - Servicio de Inspección y Seguimiento de la Calidad
  - Servicio de Administración Digital y Transparencia
- Dirección General de Tecnologías de Información y Comunicación
  - Servicio de Infraestructura Tecnológica
  - Servicio de Administración de Sistemas
  - Servicio de Desarrollo de Sistemas Corporativos
  - Servicio de Soporte a Usuarios
  - Servicio de Sistemas de Información Agraria
  - Servicio de Desarrollo de Sistemas Sectoriales
- Dirección General de Función Pública
  - Servicio de Planificación, Ordenación y Desarrollo
  - Servicio de Selección
  - Servicio de Régimen Retributivo, Seguridad Social y Acción Social
  - Servicio de Relaciones Laborales y Asuntos Sindicales
  - Servicio de Gestión y Provisión de Personal
  - Servicio de Salud y Prevención de Riesgos Laborales
  - Escuela de Administración Pública de Extremadura
  - Unidad de Régimen Jurídico
  - Unidad de Análisis y Coordinación de Actividades Formativas

## Organismos adscritos
- GPEX